# 피에르노이르 해전
피에르노이르 해전은 연합군의 드레저 작전 당시 몇 몇 캐나다 왕립 해군의 구축함들과 독일 제국해군의 유보트 및 호위함 사이에서 벌어진 해전이었다. 이 해전은 프랑스 브르타뉴의 브레스트 인근에서 발발했다. 왕립 캐나다 해군이 몇몇 호위함을 격침시키거나 손상시켰지만 유보트는 무사히 탈출할 수 있었다.

## 배경
브레스트 항구는 프랑스 공방전 이후 중요한 유보트 기지 중 하나가 되었고, 오버로드 작전 당시 주요 목표 중 하나였다. 연합군의 대잠수함 전역에서 효율성이 증대했음에도 불구하고 항구를 떠난 유보트들은 호위함에게 있어서 중요했다. 독일 제국해군은 이러한 임무를 확실하게 수행했고, 시간이 지남에 따라 몇몇 유보트들은 연합군 해군 사이에서 위험하다는 명성을 얻을 정도였다. 1944년 7월 5일 제12호위집단과 제14호위집단이 드레저 작전의 일부로 브레스트 항구 인근에 배치되었다. 이제12호위집단은 캐나다 리버급 구축함인 HMCS 사사카체완과 HMCS 퀴아펠레, HMCS 스키나, HMCS 레스티고체로 이루어져 있었으며 이들은 유보트를 호위하는 선박들을 방해하는 것이 주 임무였으며 제14호위집단은 도주하는 유보트들을 해안 밖으로 유인하기 위해 보초 임무를 맡았다

## 전투
U-741이 호위 목적을 위해 출발했다. HMCS 퀴아펠레가 주도하는 제12호위함대는 독일군을 레이다를 통해 탐지한 이후 30노트의 속력으로 항해했다. 양측은 피에르노이르 등대 인근에서 교전했다. 어둠이 깔리자 독일군의 규모를 알 수 없는데다가 어느 함선과 교전하는 지에 대해 어려움이 따르자 속력과 무장 면에서 뛰어난 제12호위함대는 이 장점을 살릴 수 없었다. 이를 틈타 U-741은 탈출하는데 성공했다, 그러나 모든 캐나다군에 피해를 입혔음에도 불구하고 V-715는 격침되었고, 다른 1척의 독일군 경비정도 큰 피해를 입었다. 나머지 함선들은 브레스트로 철수했다. 제12호위함대는 수리를 위해 포츠머스로 이동했다.

## 이후
드레저 작전은 연합군 해군이 비스케이만 일대로 들어옴에 따라 지속적으로 이어졌고, 유보트와 그들의 호위함과의 충돌은 계속 이어졌다. 1944년 8월 15일 영국 해협에서 U-741이 격침되었고, 이틀 후 브레스트 전투가 시작되자 남아있는 유보트는 9월 4일 출항했다. 9월 19일 미군은 브레스트를 완전히 장악했다. 10월 25일 HMCS 스키나가 아이슬란드에서 폭풍우로 인해 침몰하였고, 이 선박은 제12호위함대에서 유일하게 침몰한 선박이었다.

## 같이 보기
- 웨상 섬 전투 (1944년)
- 브레스트 전투
- 왕립 캐나다 해군